# Juste de Trieste
Pour les articles homonymes, voir Saint Juste.
Juste de Trieste (Giusto en italien) a été martyrisé sous le règne de l'empereur Dioclétien, en 303, à Trieste. D'autres dates sont avancées : 290 ou 293.
Saint Juste est le saint patron de la ville italienne de Trieste. Il est fêté le 2 novembre.

## Tradition
D'après sa Passio reprise par les Bollandistes, il était fervent chrétien depuis l'enfance par son instruction parentale, alliant pénitence et grande générosité. Il aurait été martyrisé pour avoir refusé d'abjurer sa foi chrétienne. Le préfet Manatius le fit torturer sans résultats. Il le fit alors jeter dans la mer avec de lourds poids attachés aux pieds. La corde se rompit, et le corps du saint remonta à la surface et fut retrouvé sur la plage où d'autres chrétiens le prirent pour l'ensevelir.

## Source
- (it) Cet article est partiellement ou en totalité issu de l’article de Wikipédia en italien intitulé « Giusto di Trieste » (voir la liste des auteurs).